# Малка цивета
Малката (индийска) цивета (Viverricula indica) е дребен хищник от семейството на златките, който се среща в Южна и югоизточна Азия. Тя е посочена като незастрашен вид в Червения списък на IUCN. Има широко разпространение и местообитание, като успешно съжителства със селското стопанство в много страни.
Малката индийска цивета е монотипен род бозайник.

## Таксономия и еволюция
Научното наименование на малката индийска цивета е Viverricula indica. Това е единственият член на рода и семейството Viverridae. Описана е за първи път от френския естественик Етиен Жофроа Сент-Илер през 1803 като Civetta indica. През 1838 г. английският естественик Брайън Хаутън Ходжсън я класфицира като обособен животински вид Viverricula.Viverricula rasse е описана на остров Ява от Хорсфилд като част от разнообразието на вида Viverricula indica.
През 2006 филогенетическите изследвания показват, че малката индийска цивета е тясно свързано с родовете Civettictis и Viverra. Счита се, че Civettictis-Viverra еволюционен клон се е отделил от Viverricula. Авторите предполагат, че подсемейство Viverrinae трябва да бъде разделено в Genettinae и Viverrinae (Civettictis, Viverra и Viverricula).

### Подвидове
Следните девет подвида са определени:
- V. i. indica (Жофроа Сент-Илер, 1803) – разпространена в Южна Индия от Западни Гхати до Източник Гхати и далеч на север до източния бряг на езерото Шилке;[10]
- V. i. palida (Джон Едуард Грей, 1831) – разпространена в Южен Китай и Тайван;[11]
- V. i. bengalensis (Грей и Хардуик, 1832) – живее в равнините на Северна Индия, на юг от Ганг, от Калкута до Гуджарат, и може би Синд;[12]
- V. i. desertibus (Bonhote, 1898)в Раджпут;[12]
- V. i. thailandensis (Клос, 1919) – разпространена в Индокитай и Мианмар;[12]
- V. i. muriavensis (сода за хляб, 1931), описана в Ява и Бали;[13]
- V. i. maiori (Покок, 1933) – разпространена в Шри Ланка;[12]
- V. i. wellsi (Покок, 1933) – разпространена в Кангра и Утаракханд;[12]
- V. i. baptistæ (Покок, 1933) – варира от бутан и горната Бенгалия и Асам.[12]

## Характеристики
Малката индийска цивета достига дължина на тялото от 21 до 58 см, което включва главата и тялото. Козината е груба и има кафяво-сив до светло-жълтеникав цвят, често с няколко надлъжни черни или кафяви ивици на гърба и надлъжни редове петна по страните. При някои индивиди двете линии и петна са неясни, а гръбначните ленти понякога отсъстват. При други окраската може да достигне до пет или шест различни ленти на гърба, и четири или пет серии на петна от всяка страна. Окраската по шията също може да бъде много вариабилна. Най-често циветата има две тъмни ивици, от ухото до холката, а често и трета, пресичаща гърлото. Подкосъмът е кафяв или сив на цвят, по-често е сив в горната част на тялото и кафяв в долната, често с петна в черен цвят. Главата е сива или кафяво-сива, а долната челюст често кафява. Ушите са къси и заоблени с по-тъмна марка на всяко ухо, и по една в предната част на всяко око. Краката са кафяви или черни. Заострена опашка е от 38 до 43 см на дължина с редуващи на черни и белезникави пръстени, седем-девет от всеки цвят.

## Разпространение и местообитания
Малката индийска цивета населява южната и централната част на Китай, Хонконг, Индия, Лаос, Мианмар, Тайланд, Виетнам, Камбоджа и Шри Ланка, а исторически е населявала и Непал, Бутан, Бангладеш, Малайзия, Ява и Бали. Настоящото им статус в Сингапур не е ясен. те са били въведени в Мадагаскар. Видът е регистриран в полу-вечнозелени и листопадни гори, смесени широколистни гори, бамбукови гори, обрасли с храсти местности, ливади и приречни хабитати.

### Среда и диета
Малката индийска цивета води нощен начин на живот като наземно предимно насекомоядно животно. Живее в дупки в земята, под камъни или в гъсти храсти. Храни се и с плъхове, мишки, птици, змии, плодове, корени и мърша. понякога те отнесе птици.

### Размножаване и заплахи
Женската ражда обикновено четири или пет малки, които порастват и имат средна продължителност на живота от осем години. Хората от село Траспур в щата Асам я ловуват за месо, като ползват кожата за лечебни цели.

## Статут
Само в Мианмар видът Viverricula indica е посочен в приложение III на CITES. като застрашен и изцяло под защита.